# KHAOS：12
『KHAOS：12』（カオス・トゥウェルブ）は、佐久間学の5枚目のアルバム。

## 内容
アルバムタイトルの由来は「12個の混沌＝12個のカオス」からであり、楽曲全体がそのタイトルに反映している。本作を以てポリスターから離脱し、インディーズに転向する。

## 批評
CDジャーナルは「失恋あるいはそれを予感したブルーな気持ちを抱え、ある時は環境の破壊を憂い、かと思うと自分探しをしてさ迷う。もやもやした心の内が思われる」と評した。

## 収録曲
全曲　編曲：上田ケンジ
1. レーダーマン
作詞：佐久間学　作曲：佐久間学・上田ケンジ
2. 胸に空いた風穴
作詞・作曲：佐久間学
3. 君が云うより分かっている
作詞：佐久間学　作曲：佐久間学・上田ケンジ
4. もっとそばに
作詞：佐久間学　作曲：佐久間学・上田ケンジ
5. 切なさを抱きしめてしまえば
作詞・作曲：佐久間学
6. SHA・LA・LA
作詞：佐久間学　作曲：佐久間学・上田ケンジ
7. 悲しきパイロット
作詞：佐久間学　作曲：佐久間学・上田ケンジ
8. TONIGHT -A remember of "no replys"-
作詞：佐久間学　作曲：佐久間学・上田ケンジ
9. イカルスの夢
作詞：佐久間学　作曲：佐久間学・上田ケンジ
10. 違う誰かになろうとしても
作詞：佐久間学　作曲：佐久間学・上田ケンジ
11. ROLLING THUNDER
作詞：佐久間学　作曲：佐久間学・乃澤大二郎・上田ケンジ
12. I LOVE MOON
作詞・作曲：佐久間学

## レコーディング参加
- 佐久間学 - ボーカル・ギター・ドラム
  - 上田ケンジ - ベース
  - 佐藤シンイチロウ（the pillows） - ドラム
  - いとうようこ - コーラス